# AIK Ishockey
Der Allmänna Idrottsklubben Ishockeyförening, kurz AIK IF oder AIK Ishockey, ist ein Eishockeyklub aus Solna, Schweden, dessen Stammverein 1891 in Stockholm gegründet wurde. 1937 zog der Verein nach Solna um, die Heimspiele der Sektion Eishockey werden aber in Stockholm ausgetragen: Entweder im Hovet oder bei großem Zuschauerandrang in der Avicii Arena, der bis zu 14.119 Zuschauer fasst. Seit 2014 spielt der AIK in der HockeyAllsvenskan, der zweithöchsten Liga Schwedens.

## Geschichte

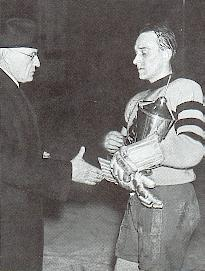
Überreichung des Le-Mat-Pokals 1938.

Die Eishockeyabteilung von AIK ist neben der Fußballsektion die zweiterfolgreichste Abteilung des Vereins. Nachdem bei den Olympischen Sommerspielen 1920 eine aus Bandyspielern zusammengestellte schwedische Eishockeyauswahl das Turnier erfolgreich hatte gestalten können und Vierter geworden war, etablierte sich die Sportart in Schweden und auch bei AIK entstand 1921 eine Mannschaft. Diese wurde jedoch 1923 aufgelöst, entstand aber bereits 1925 neu. In der Spielzeit 1929/30 konnte sie in die erstklassige Elitserien aufsteigen und stand erstmals im schwedischen Meisterschaftsfinale, das gegen IK Göta mit 0:2 verloren ging. Vor allem den Meisterschaften in den 1930er und 1940er Jahren konnte die AIK-Mannschaft ihren Stempel aufdrücken. 1934 gelang der erste Titelgewinn, der 1935 verteidigt wurde. Bis zum fünften Titelgewinn 1947 stand AIK insgesamt sieben Mal im Endspiel.

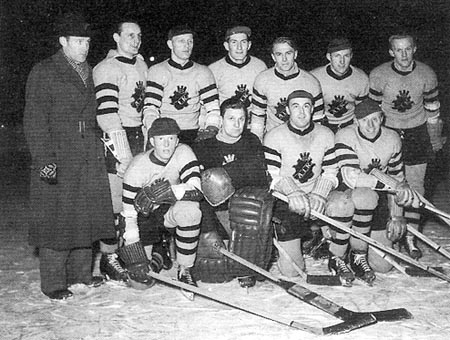
Die Meistermannschaft von 1947.

Dank dieser Erfolge gehörte AIK 1948 zu den Gründungsmitgliedern der Allsvenskan. 1953 stieg die Mannschaft jedoch erstmals ab und wechselte in den folgenden Jahren mehrmals zwischen erster und zweiter Liga. Erst ab 1961 konnte sich AIK wieder in der Erstklassigkeit etablieren. Nach mehreren Teilnahmen in der Meisterschaftsserie gelang 1968 die Vizemeisterschaft hinter Brynäs IF. Auch in den folgenden Jahren stand die Mannschaft oft in der Endrunde, Plätze im vorderen Bereich gelangen nicht mehr.
1975 schaffte AIK die Qualifikation für die eingleisige Elitserien und erreichte drei Jahre später erstmals seit 1947 wieder ein Endspiel um die schwedische Meisterschaft. Im ersten Spiel konnte Skellefteå AIK mit 5:1 geschlagen werden, das zweite Spiel ging mit 2:5 verloren. Da das Entscheidungsspiel im Scandinavium für AIK mit 3:4 verloren ging, wurde die Mannschaft erneut nur Vizemeister. Nachdem in den beiden folgenden Jahren die Endrunde verpasst worden war, erreichte AIK 1981 erneut das Endspiel. Abermals musste sich die Mannschaft geschlagen geben, Färjestad BK konnte drei Spiele für sich entscheiden.
1982 stand AIK erneut im Endspiel und traf auf IF Björklöven. Nachdem beide Mannschaften zwei Finalspiele für sich hatten entscheiden können, musste das fünfte Spiel im Scandinavium die Entscheidung bringen. Dieses konnte AIK mit 3:2 gewinnen und holte 35 Jahre nach dem letzten Titelgewinn die schwedische Meisterschaft. Nachdem im Folgejahr im Halbfinale Endstation war, zog AIK 1984 abermals ins Endspiel ein und traf auf den Lokalrivalen Djurgårdens IF. Mit zwei Siegen gewann AIK den siebten Meistertitel der Vereinsgeschichte.
Das Glück währte nur kurz, zwei Jahre später stieg AIK als Tabellenletzter abermals aus der ersten Liga ab. 1987 gelang die sofortige Rückkehr und ein Jahr später stand die Mannschaft wieder in der Meisterschaftsendrunde, scheiterte jedoch im Viertelfinale am späteren Meister Djurgårdens IF. Nach Plätzen im Mittelfeld der Tabelle stieg AIK 1993 abermals ab. Erneut gelang die sofortige Wiederkehr und 1997 stand AIK zum ersten Mal seit dem Gewinn des Meistertitels wieder im Halbfinale, scheiterte aber an Luleå HF. In den folgenden Jahren wankte die Mannschaft zwischen Abstiegskampf und Endrunde. 2002 erfolgte der abermalige Abstieg, ehe die Mannschaft 2004 wegen ökonomischer Probleme in die Drittklassigkeit zwangsabsteigen musste. Ab 2005 spielte AIK wieder in der zweitklassigen HockeyAllsvenskan und schaffte 2010 in der Kvalserien den Aufstieg in die Elitserien.

## Heimspielstätte

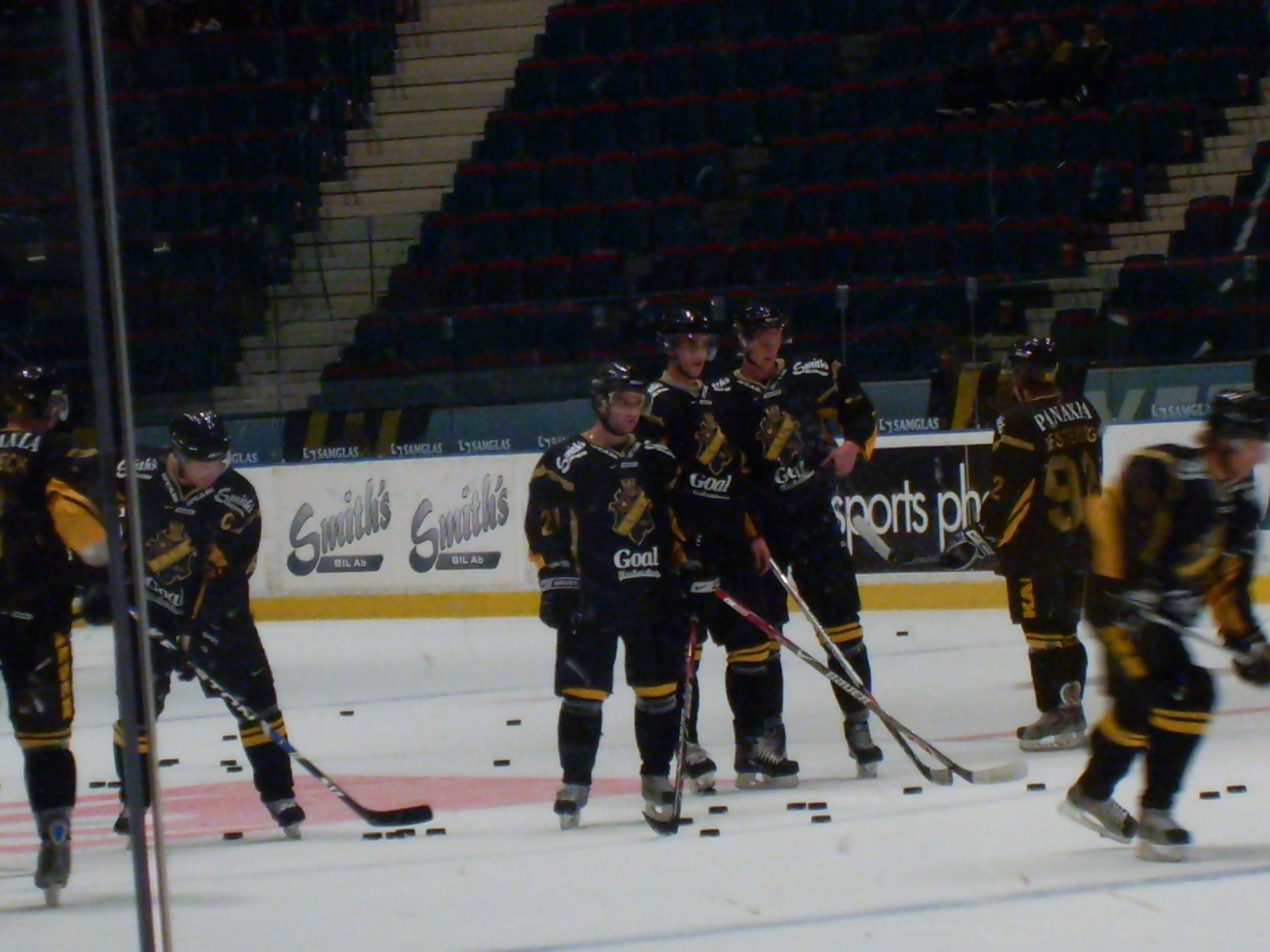
Spieler des AIK 2008

Die meisten Heimspiele des AIK werden seit 1970 im Stockholmer Hovet ausgetragen, der über 8.000 Zuschauer fasst. Ab 1989 wurde für besonders zuschauerträchtige Heimspiele der Globen benutzt, der über 14.000 Zuschauern Platz bietet. Die Zuschauerrekorde bei Heimspielen des AIK stammen aus der Zeit vor Nutzung des Hovet, als der AIK seine Spiele im Freiluftstadion Stockholms Stadion austrug. Der offizielle Zuschauerrekord wurde in der Saison 1961/62 aufgestellt, als 17098 Zuschauer das Spiel AIK gegen Djurgardens IF besuchten.

## Erfolge
- Schwedische Meisterschaft 1934, 1935, 1938, 1946, 1947, 1982 und 1984
- Schwedischer Vize-Meister 1930, 1936, 1940, 1968, 1978 und 1981
- Meister der Allsvenskan 1987, 1994
- Meister der Division 1 2005

### Bekannte ehemalige Spieler

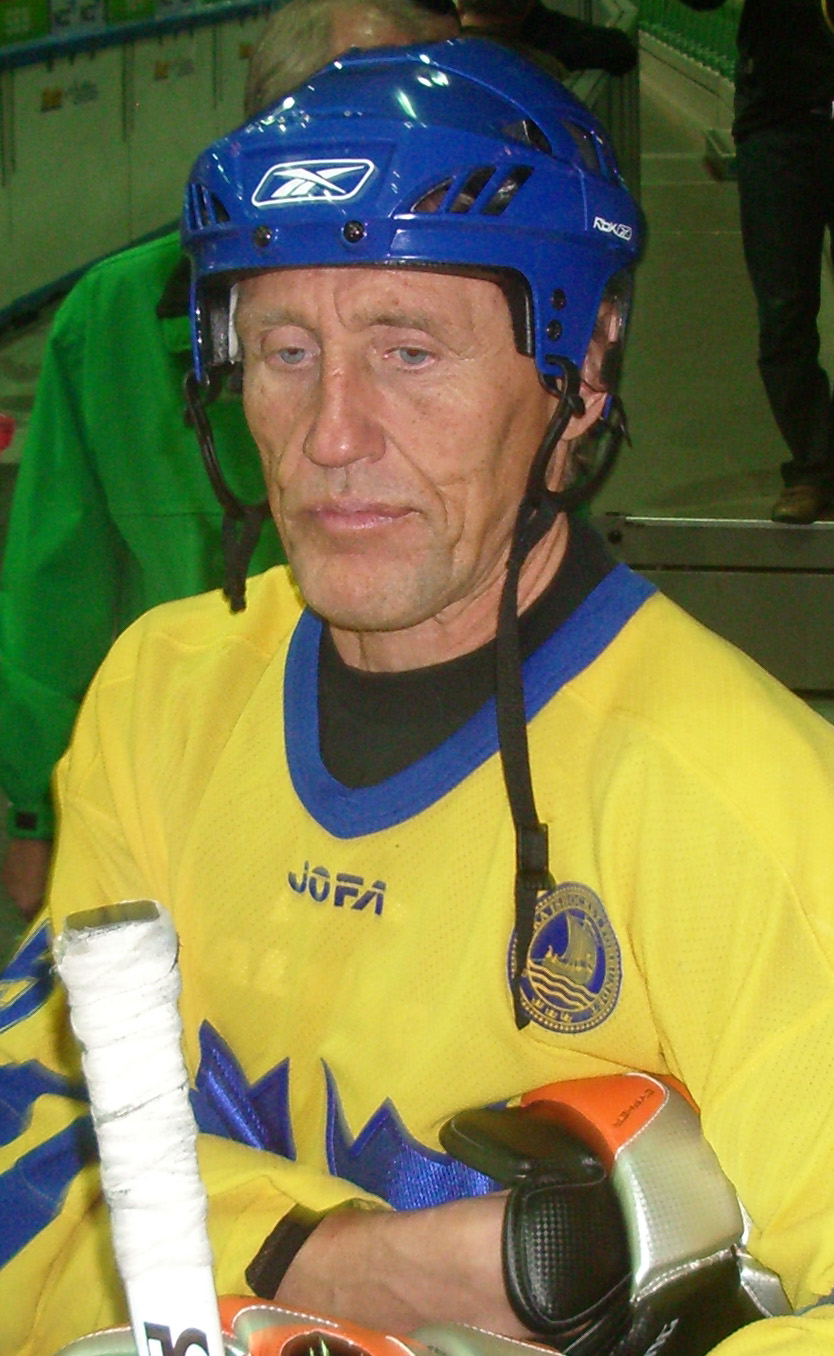
Börje Salming beendete seine Karriere beim AIK

Sechs Spieler konnten mit AIK dreimal die Meisterschaft gewinnen. Dies sind Olle Andersson, Åke Eriksson, Axel Nilsson, Erik Persson, Kurt Svanberg und Oscar Wester.
Zudem gehörten einige Spieler von AIK wie beispielsweise Ulf Isaksson, Peter Gradin oder Leif Holmqvist zum Aufgebot bei internationalen Turnieren oder wechselten wie Mattias Norström, Dick Tärnström oder Ulf Nilsson in die nordamerikanische Profiliga NHL.
- Olle Andersson
- Niklas Bäckström
- Jesper Bratt
- Åke Eriksson
- Rikard Franzén
- Peter Gradin
- Thomas Gradin
- Jonas Gustavsson
- Niclas Hävelid
- Leif Holmqvist
- Nils Höglander
- Ulf Isaksson
- Mattias Janmark
- Miikka Kiprusoff
- Patric Kjellberg
- Oliver Kylington
- Gunnar Leidborg
- Pelle Lindbergh
- Patrik Nemeth
- Axel Nilsson
- Kent Nilsson
- Ulf Nilsson
- Fredrik Norrena
- Joakim Nordström
- Mattias Norström
- Alexander Nylander
- Michael Nylander
- Pavel Patera
- Erik Persson
- Rickard Rakell
- Börje Salming
- Morgan Samuelsson
- Niklas Sundblad
- Kurt Svanberg
- Henrik Tallinder
- Dick Tärnström
- Otakar Vejvoda
- Oscar Wester
- Mika Zibanejad

### Gesperrte Trikotnummern

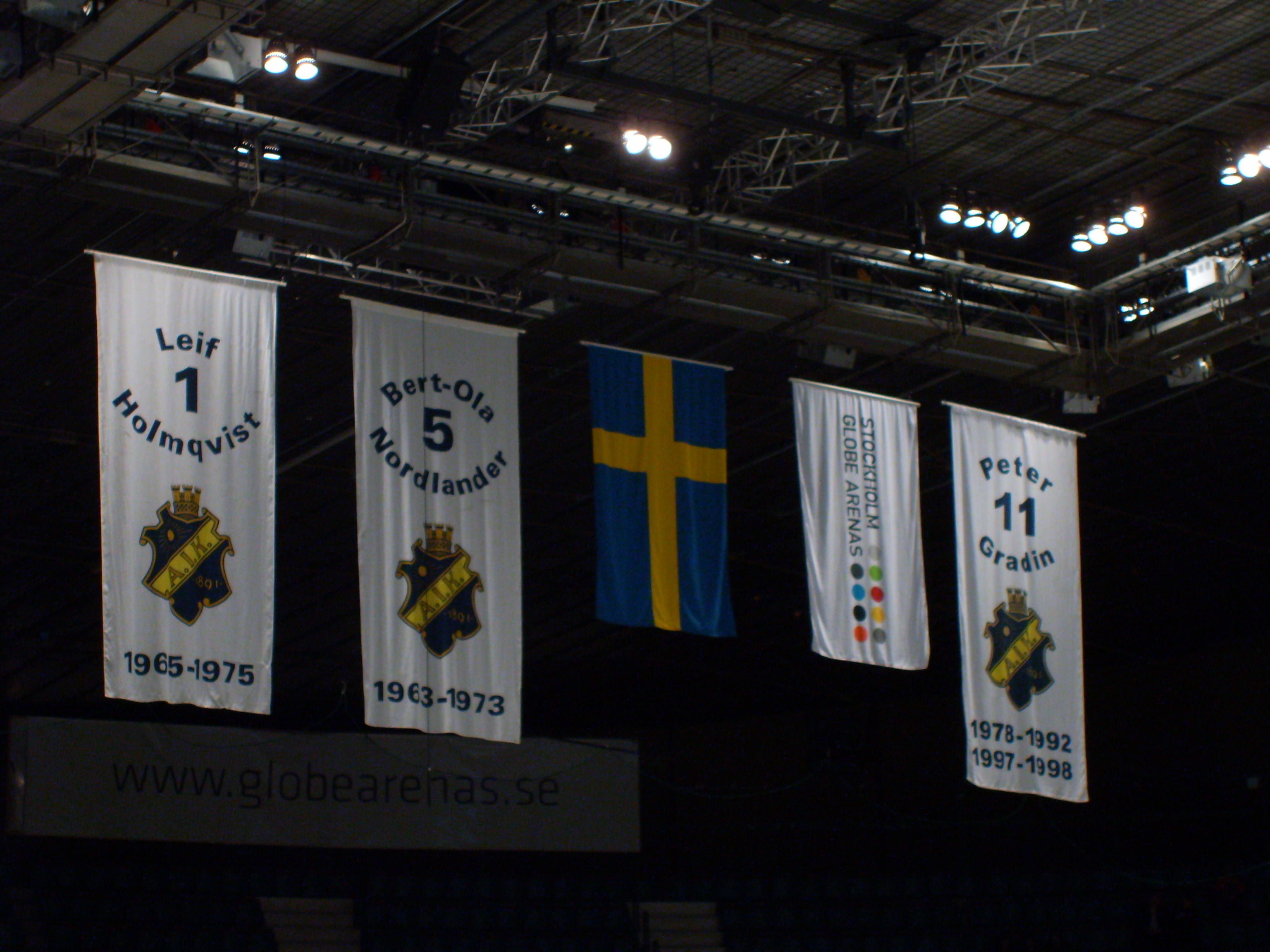
Die Banner der gesperrten Trikotnummern

- #1 Leif „Honken“ Holmqvist
- #5 Bert-Ola Nordlander
- #11 Peter Gradin

## Vereinsrekorde

### Karriere

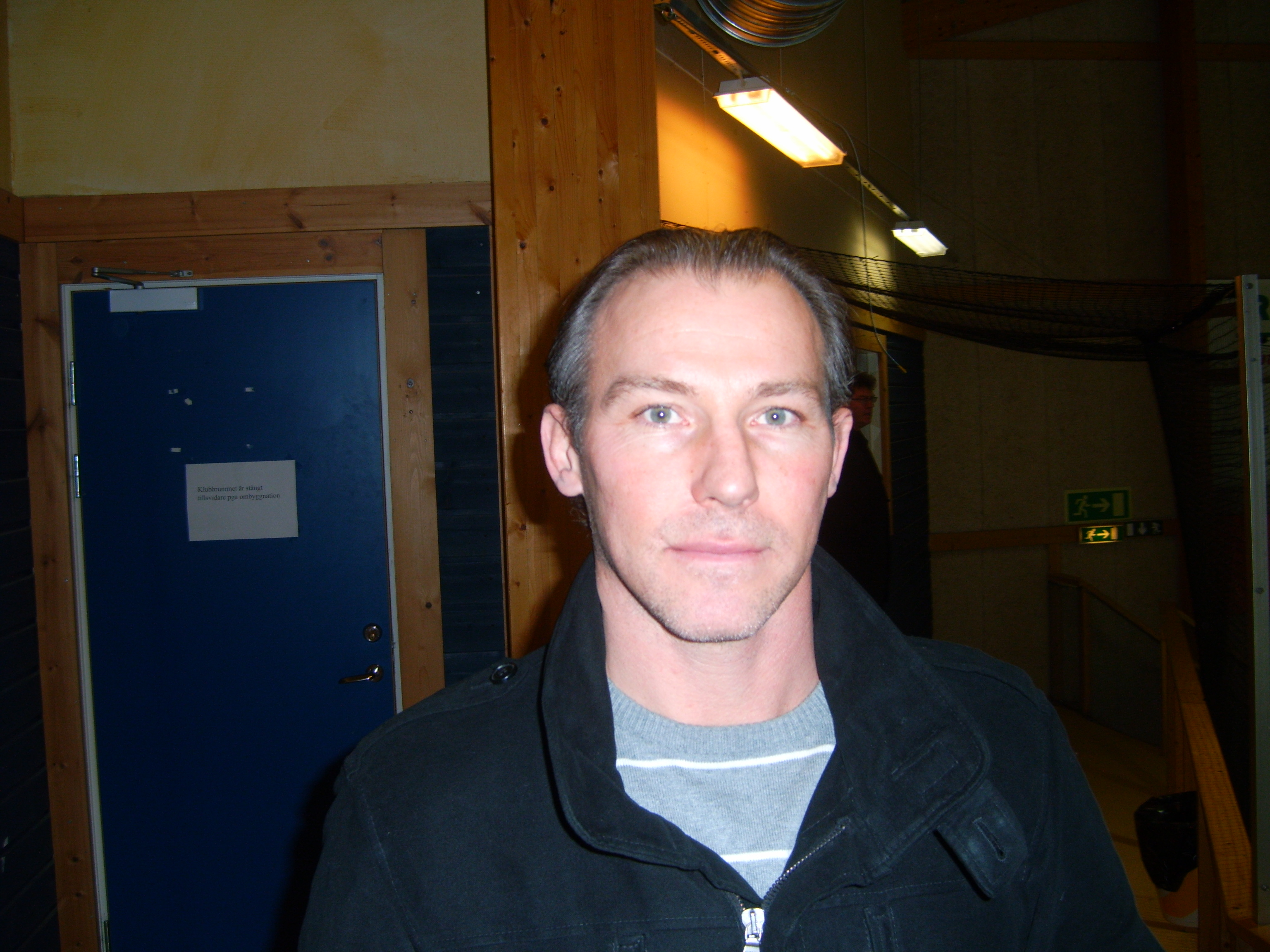
Rickard Franzén hält den AIK-Rekord für Strafminuten

Stand: Januar 2016
|              | Anzahl | Name            |
| Tore         | 213    | Peter Gradin    |
| Assists      | 201    | Peter Gradin    |
| Punkte       | 414    | Peter Gradin    |
| Strafminuten | 424    | Rickard Franzén |
| Shutouts     | 14     | Gunnar Leidborg |
| Spiele       | 466    | Peter Gradin    |
| Spielzeiten  | 13     | Peter Gradin    |

### Saison
|                       | Anzahl | Name                                                                          | Saison                                  |
| Tore                  | 30     | Kent Nilsson                                                                  | 1976/77                                 |
| Assists               | 33     | Per-Erik Eklund                                                               | 1984/85                                 |
| Punkte                | 59     | Bo Berglund (27 T + 32 A)                                                     | 1987/88                                 |
| Strafminuten          | 100    | Börje Salming                                                                 | 1991/92                                 |
| Tore (Verteidiger)    | 12     | Rikard Franzén                                                                | 1994/95 1996/97                         |
| Assists (Verteidiger) | 19     | Thomas Åhlen                                                                  | 1987/88                                 |
| Punkte (Verteidiger)  | 28     | Rikard Franzén (12 T + 16 A)                                                  | 1996/97                                 |
| Punkte (Rookie)       | 48     | Pavel Patera (20 T + 28 A)                                                    | 1996/97                                 |
| Shutouts              | 3      | Gunnar Leidborg Gunnar Leidborg Åke Liljebjörn Sam Lindståhl Miikka Kiprusoff | 1977/78 1984/85 1987/88 1991/92 1996/97 |

## Frauen
Die Frauenmannschaft des AIK wurde 1998 gegründet und zählt seither zu den erfolgreichsten Damenteams Europas. So gewann der AIK viermal in Folge den IIHF European Women Champions Cup (2004, 2005, 2006 und 2007/08). Zudem erreichte das Team viermal die schwedische Meisterschaft (2004, 2007, 2009 und 2013) sowie sieben weitere Male das Finale um die Meisterschaft (1999, 2000, 2002, 2003, 2005, 2006, 2015). Seit 2008 spielt der AIK in der Riksserien.

### Bekannte Spielerinnen
- Annica Åhlén
- Maria Rooth
- Danijela Rundqvist
- Pernilla Winberg
- Katarina Timglas
- Maritta Becker
- Erika Holst
- Kim Martin
- Valentina Lizana
- Line Bialik Øien